# Eurotex Company
Eurotex Company este o companie producătoare de confecții textile din Iași, România.
A fost fondată în 1991 de către familia Șandru.
În anul 2014, Eurotex Company se afla pe locul trei în topul celor mai mari exportatori din județul Iași.
Număr de angajați în 2014: 300 
Cifra de afaceri în 2014: 125 milioane lei 